# 福井芳男
福井 芳男（ふくい よしお、1927年9月1日 - 2014年10月21日 ）は、日本のフランス文学者、フランス語教師。東京大学教養学部教授を経て、東京大学名誉教授。

## 来歴
東京生まれ。1952年、東京大学文学部仏文科卒、同年、特別研究生。1953年より1年間、パリ大学に留学。1960年、CNRS研修生。国際基督教大学助教授。1962年、中央大学助教授。1964年、パリ大学文学博士、1965年、「17世紀フランス詩の洗練」で辰野隆賞受賞、フランス教育功労章オフィシエ受章。1969年、中央大学教授、1971年、東京大学教養学部教授。1986年、放送教育開発センター教授、1988年、東京大学を定年退官し名誉教授、1989年、放送教育開発センター研究開発部長、1991年、同定年退職し、放送大学客員教授、のち、帝京平成大学教授。

## 人物
- NHKラジオ「フランス語講座　応用編」を20年間担当した。
- フランス語教師として、東大のほかアテネ・フランセで長く教えた。
- 教科書は数多く、中大の同僚だった丸山圭三郎との共著が多い。
- 著作には『ロワイヤル仏和中辞典』、『スタンダードフランス語講座』のほか、「フクイ」はフランス語教科書の代名詞になっている。
- 日本では、文学研究者としての仕事は一冊も刊行されていない。

## 博士論文
- Raffinement précieux dans la poésie française du XVIIe siècle - Paris : A.G. Nizet , 1964

## 教科書以外の翻訳
- ガブリエル・マルセル『技術時代における聖なるもの』春秋社, 1966
- G.ムーナン（フランス語版）『ソシュール―構造主義の原点』大修館書店, 1971
- G.ムーナン『言語学とは何か』伊藤晃, 丸山圭三郎共訳　大修館書店, 1970
- G.ムーナン『記号学入門』伊藤晃,丸山圭三郎共訳　大修館書店, 1973
- G.ムーナン『意味論とは何か』伊藤晃, 丸山圭三郎共訳　大修館書店, 1975
- ミカエル・リファテール『文体論序説』朝日出版社, 1978

## 文学に関する論文
- オノレ・デュルフェの「アストレ」に於ける恋愛観について-17世紀に於けるフランス近代小説の誕生-1-　中央大学文学部紀要  1963
- フランス王朝時代の小説（クレーヴ公の奥方）と源氏物語（源氏物語<特集>）ユリイカ 12,1980